# Château de Candale
Le château de Candale se situe sur la commune de Doazit, dans le département français des Landes.

## Présentation
Le château de Candale est bâti à la fin du XVIe siècle par les seigneurs de Foix-Candale, qui se sont rendus maîtres de la baronnie de Doazit dès le XVe siècle.